# Konsumentkredit
Konsumentkredit är en kredit till fysisk person för dennes personliga ändamål, till exempel köp av egna bostaden, bil och andra kapitalvaror eller för annan konsumtion av mindre varaktigt slag. Konsumentkrediter regleras i Lag (2014:275) om viss verksamhet med konsumentkrediter och Konsumentkreditlag (2010:1846) samt föreskrifter och allmänna regler hos Finansinspektionen respektive Konsumentverket. Även andra lagar och regler äger tillämpning inom området såsom Lag (2009:62) om åtgärder mot penningtvätt och GDPR (Dataskyddsförordningen). 1 januari 2025 förväntas den svenska konsumentkreditlagen få ett uppdaterat skydd (SOU 2023:38). 
Det krävs tillstånd från Finansinspektionen för att få lämna eller förmedla krediter till konsumenter.

## Typer av konsumentkrediter

### Bostadslån
Bostadslån är enligt lag och lånevillkor åtskilda från andra konsumtionskrediter. Dessa lån kräver vanligtvis att låntagaren ställer säkerhet i form av pant i lägenheten eller huset. Bostadslån används specifikt för att finansiera köp av bostäder och innefattar ofta långsiktiga återbetalningsplaner och lägre räntor jämfört med andra typer av konsumtionskredit.

### Blancolån
Andra lån till fysiska personer, kända som konsumentkrediter, ges ofta utan säkerhet och kallas blancolån. Dessa lån tillhandahålls i olika format och under olika benämningar beroende på marknadsföring och användningsområde. Exempel på sådana benämningar är konsumentkrediter, billån, blancolån, kontokortskrediter, privatlån, smålån och snabblån. Dessa lån kan variera i belopp och löptid, och de används ofta för konsumtion av varor och tjänster, reparationer, resor eller andra personliga utgifter.

### SMS-lån
En särskild form av privatlån är SMS-lån, även kallade snabb- eller smålån. De kännetecknas av att enkel ansökan, ofta via Internet och att de betalas ut snabbt. Den effektiva räntan för SMS-lån är vanligtvis mycket hög. Detta beror på att långivarna tillämpar höga nominella räntor från början och att det tillkommer uppläggnings- och aviavgifter. Kombinationen av höga avgifter och korta löptider gör att den effektiva räntan kan bli extremt hög, ibland flera hundra procent.
SMS-lånen har fått sitt namn från att det tidigare var möjligt att ansöka om och erhålla dessa lån via SMS. Numera förmedlas dessa lån huvudsakligen via internet, vilket har lett till att rena SMS-lån nästan har försvunnit från marknaden.